# Vernagt-Stausee
Der Vernagt-Stausee (italienisch Lago di Vernago) ist eine Stausee im Schnalstal in Südtirol, der vom Schnalser Bach gespeist wird. Er liegt auf einer Höhe von 1689 m s.l.m. in der Gemeinde Schnals und hat eine Fläche von etwa 100 Hektar.
Seit den 1950er Jahren versorgt der Speichersee mit seinem heutigen Volumen von 43 Millionen Kubikmetern das 15 Kilometer unterhalb liegende Wasserkraftwerk Naturns, das im Jahresmittel 310 GWh Elektrische Energie erzeugt.
Errichtet wurde ein Staudamm von 65 Meter Höhe. Im Stausee versanken acht Höfe der sich heute am Ufer befindenden Ortschaft Vernagt. Die Turmspitze des „Leiter-Kirchleins“ ragt im Frühjahr bei niedrigem Wasserstand aus dem See. 2001 wurde die Staumauer einer Revision unterzogen. Oberhalb des Stausees liegen die schon im Mittelalter urkundlich genannten Bergbauernhöfe Tisenhof und Finailhof.

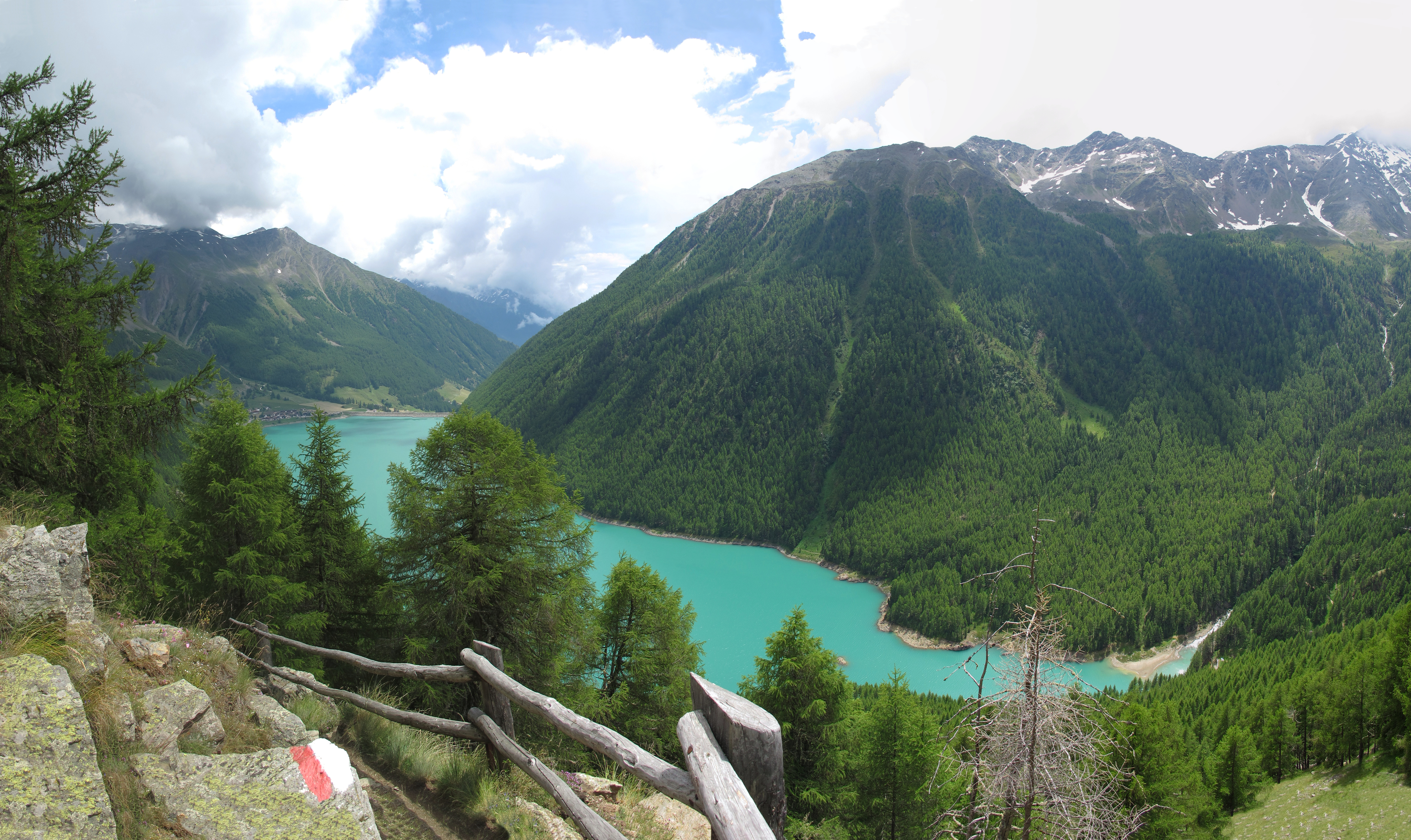
Panorama
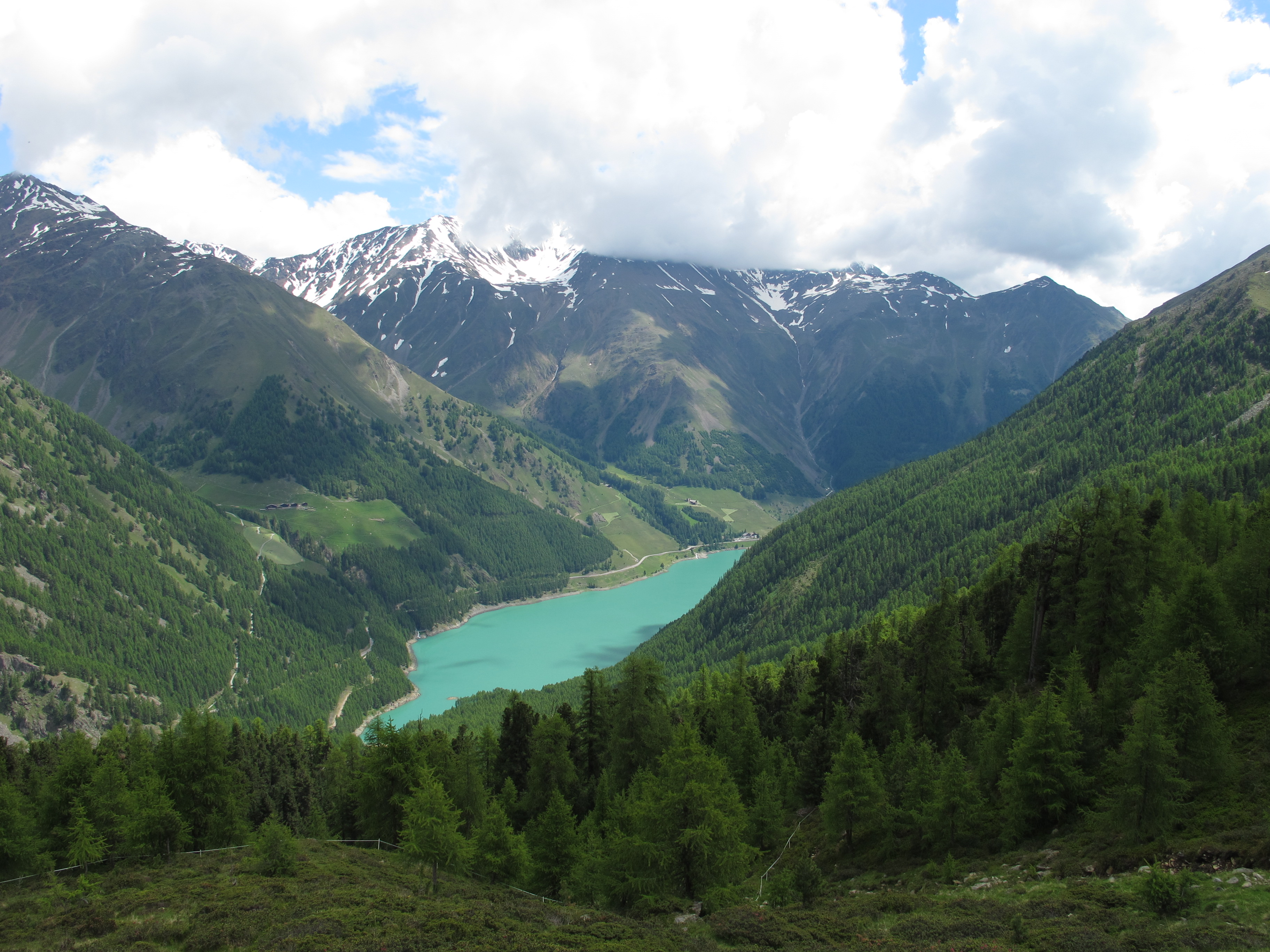
rechts hinten Vernagt
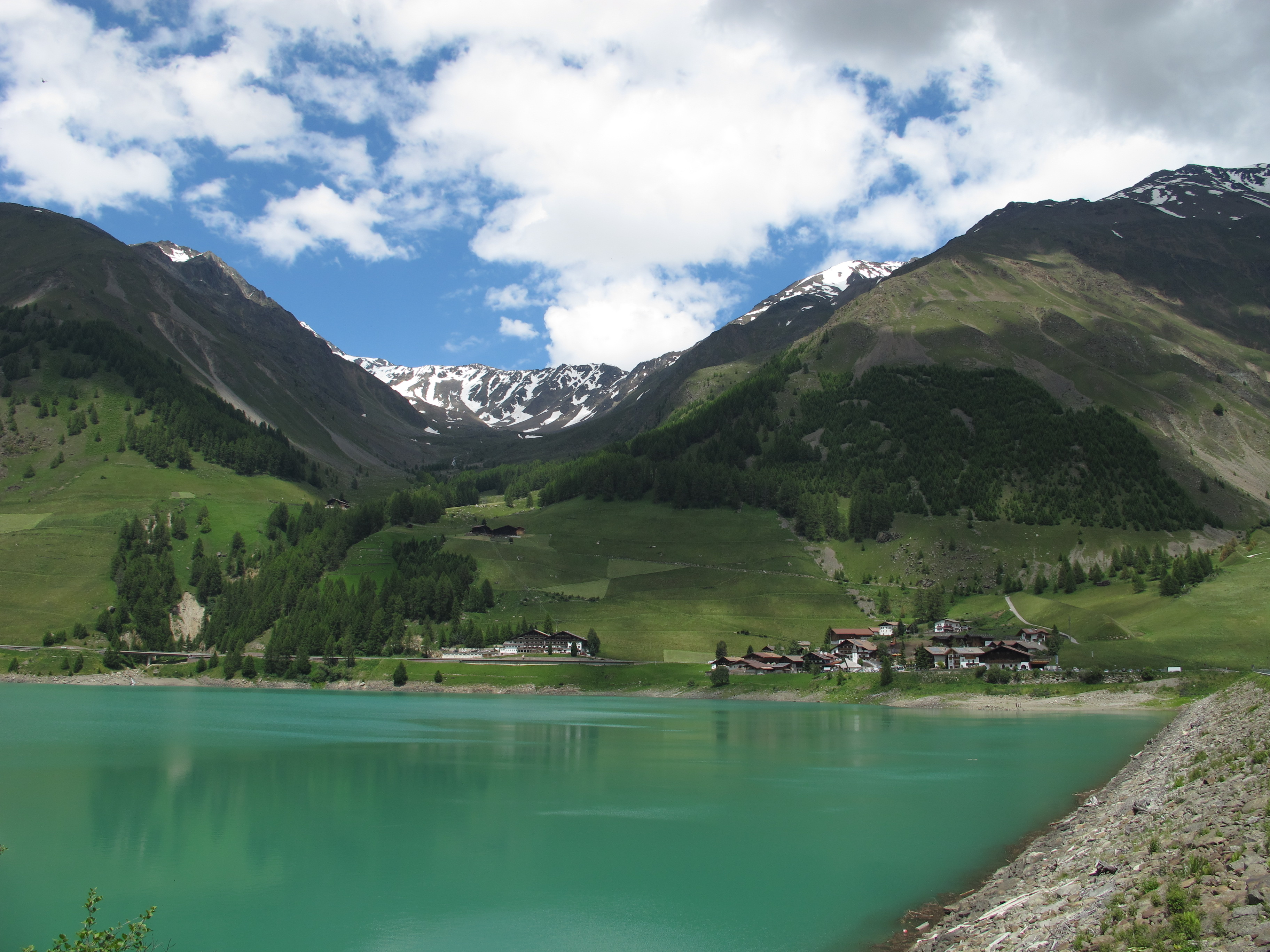
Staumauer bei Vernagt, links hinter Vernagt das Tisental